# Donacoscaptes cochisensis
Donacoscaptes cochisensis là một loài bướm đêm trong họ Crambidae.